# Strada statale 300 (Croazia)
La D300 è una strada statale della Croazia, che collega l'autostrada A9 con Umago, in Istria. La lunghezza totale è di 8,4 km.

## Percorso
La strada ha inizio presso lo svincolo di Buje dell'autostrada croata A9 (ramo nord-ovest della cosiddetta Ipsilon Istriana), come continuo naturale della strada statale 200.
Prosegue verso il mare passando negli abitati di Materada, Iurizzani (Juricani), Petrovia (Petrovja), Finida per poi terminare sulla strada statale 75 ad Umago.